# Filip II (landgraf Hesji)
Filip II (ur. 22 kwietnia 1541 w Marburgu, zm. 30 listopada 1583 w Rheinfels) – landgraf Hesji-Rheinfels od 1567 r.

## Życiorys
Filip był trzecim spośród dorosłych synów landgrafa Hesji Filipa Wielkodusznego i Krystyny, córki księcia Saksonii Jerzego Brodatego. Początkowo nie był przewidziany do objęcia rządów w Hesji, jednak wskutek konfliktu pomiędzy najstarszym bratem Wilhelmem a ich ojcem, ten ostatni zmienił swój testament dzieląc swoje księstwo pomiędzy czterech dorosłych synów z pierwszego małżeństwa. I tak, po śmierci ojca w 1567 r. Filip otrzymał dolne hrabstwo Katzenelnbogen – Hesję-Rheinfels.
Filip był żonaty z Anną Elżbietą, córką palatyna reńskiego Fryderyka III. Małżeństwo pozostało bezpotomne i po śmierci Filipa Hesja-Rheinfels została podzielona pomiędzy pozostałych, żyjących jeszcze trzech braci Filipa.